# Pelvetia canaliculata
Espèce
Synonymes
- Fucus canaliculatus L., 1767

La Pelvétie, Pelvetia canaliculata, est une espèce d'algues brunes, de la famille des Fucaceae.

## Description
Cette algue brune se présente sous forme de touffes pérennes (avec un cycle de vie d'environ 4 ans) caractérisées par un thalle parenchymateux imberbe et lisse fixé au substrat par un disque coriace et lisse, qui donne naissance à des frondes vert olive, noires à la dessiccation (en raison de sa position élevée sur l'estran, l'algue forme des champs de goémon noir qui survivent à des périodes d'exondation de plus d'une semaine lors des marées de morte-eau, au point de devenir cassante, mais elle ne meurt pas) ou claires lorsque l'algue est hydratée. Les frondes forment des lanières dichotomes coriaces épaisses et charnues, larges de 0,5 à 1 cm et longues de 10 à 15 cm, sans nervure médiane. Leurs rebords, incurvés en forme de gouttière presque depuis la base, forment un canal sur la face inférieure (du côté du rocher), contribuent avec le mucilage hydrosoluble de la paroi des thalles, à retenir temporairement l'eau à marée descendante (d'où le nom vernaculaire d'algue à gouttière ou pelvétie cannelée, en référence à l'épithète spécifique canaliculata qui signifie « petit canal »). Elles n'ont pas de vésicules renflées comme flotteurs. À l'extrémité des rameaux se trouvent les réceptacles, organes reproducteurs plus ou moins cylindriques en forme de renflements irréguliers nettement verruqueux (en raison de la grande taille des conceptacles bisexués dont l'ostiole est bien visible). Les organes de 1 à 2 cm de longueur de cette espèce monoïque qui forment une fourche dichotome de couleur jaune brunâtre, se développent au printemps et en été.
Cette espèce peut développer une symbiose étroite avec une espèce de champignon Mycophycias ascophylli, dite « mycophycobiose ». Cette association peut évoquer le lichen mais est d'un type inverse : le partenaire algal y est pluricellulaire et il forme la structure externe de l'organisation symbiotique. Ce même champignon peut aussi s'associer au Goémon noir.
Par ailleurs, P. canaliculata est l'hôte exclusif d'un lichen marin, Collemopsidium pelvetiae, lui-même associé à une cyanobactérie du genre Hyella.

## Habitat et distribution
Épilithe de l'étage supra-littoral et de la partie supérieure de l'étage médio-littoral, sa distribution est la suivante : océan Atlantique Nord-Est (de l'océan Arctique à la péninsule Ibérique, en Manche et mer du Nord).
En France cette algue se rencontre sur les côtes de la Manche et de l'océan Atlantique où elle peut tolérer un mode ultra-abrité (dans ce cas, elle se développe sur des encroûtements d'algues rouges non calcifiées (en) ou de lichens noirs sur des rivages modérément abrités) à semi-battu (dans ce dernier cas, elle développe des thalles plus petits et moins fragiles). Elle est absente en Méditerranée. C'est l’algue que l'on trouve le plus haut sur la zone intertidale, entre les niveaux des hautes mers de vives-eaux et des pleines mers de mortes-eaux. Espèce eurytherme et euryhaline, elle constitue une ceinture plus ou moins étroite au-dessus de celle à Fucus spiralis et est occasionnellement associée à l'algue rouge Catenella caespitosa (en), espèce sciaphile qui forme à son pied des gazons courts mêlés de Gelidiales et pouvant atteindre plusieurs décimètres carrés.

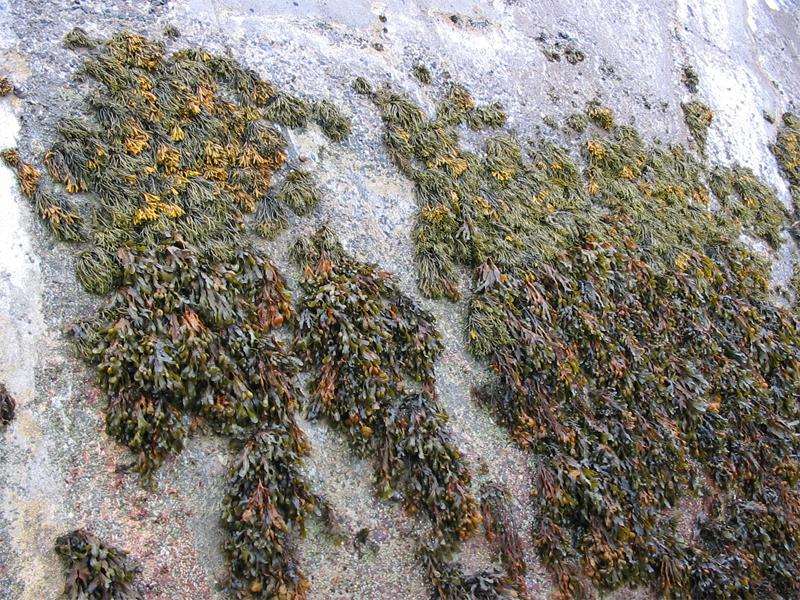
Ceintures exondées de Pelvetia canaliculata (haut) et de Fucus spiralis (bas) en haut de la zone de balancement des marées. Roscoff, Bretagne.
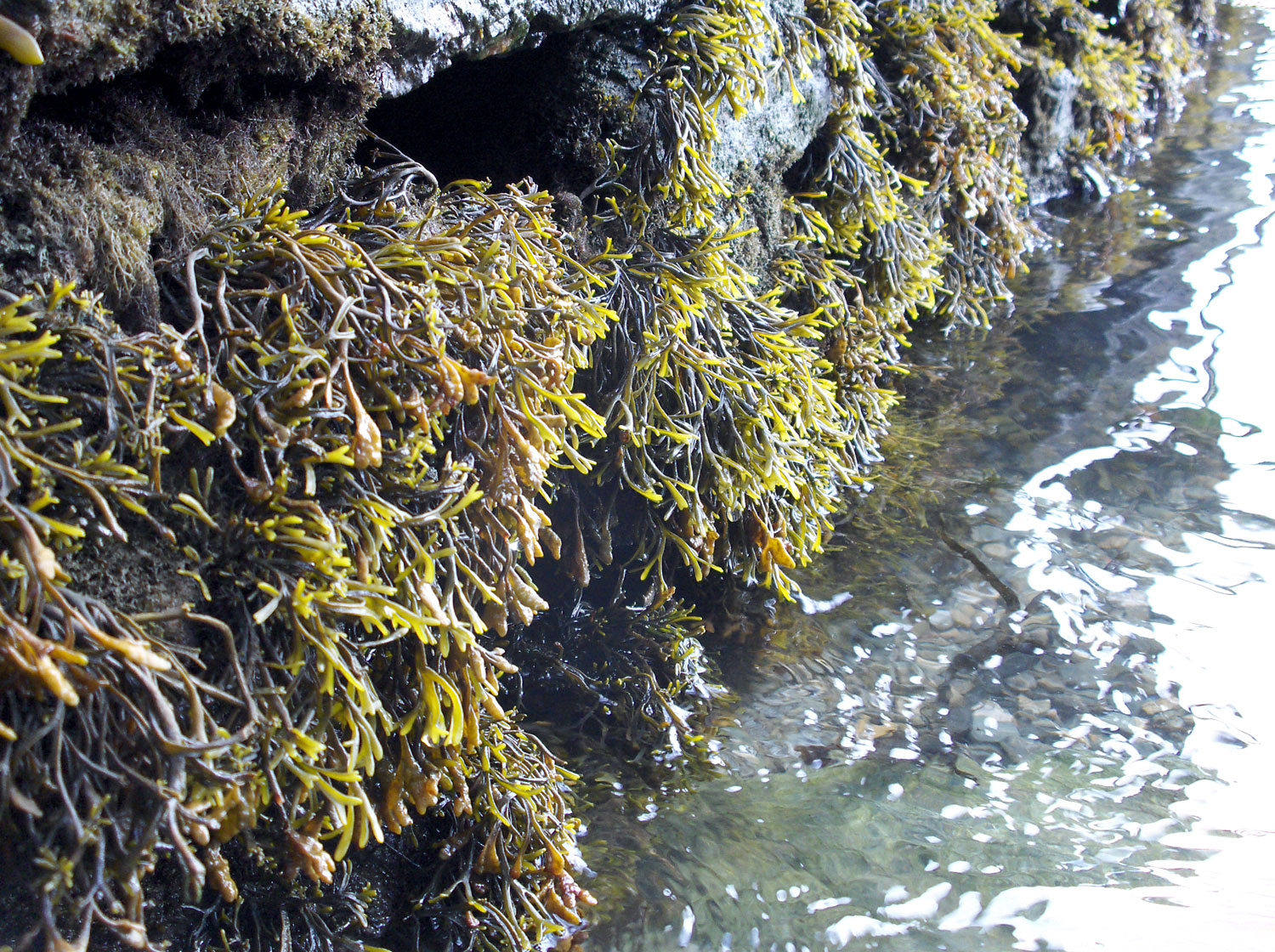
Pelvetia canaliculata entre les niveaux des hautes mers de vives eaux et des hautes mers de mortes eaux.
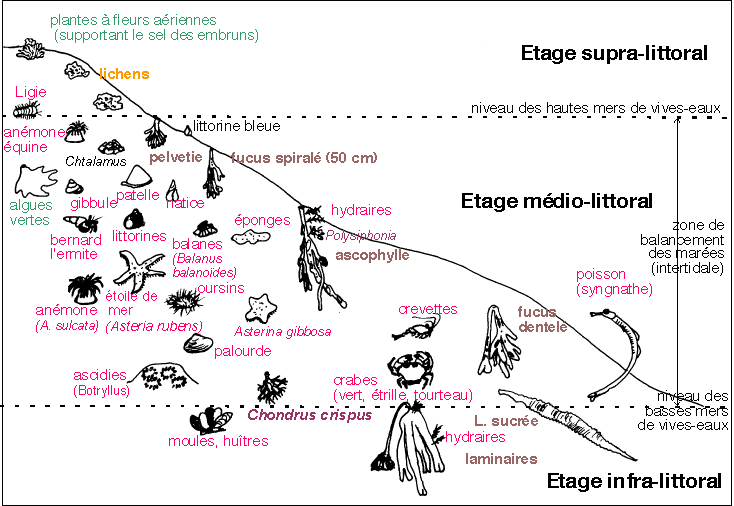
Habituellement, la ceinture que forme la Pelvétie est plutôt étroite et ses limites sont généralement assez nettes.

## Utilisations
Algue comestible à la saveur fade, mucilagineuse et salée, elle se récolte à la fin du printemps, période à laquelle les jeunes frondes et les extrémités en croissance sont suffisamment tendres pour pouvoir être cuites à la vapeur (cette cuisson qui détruit les facteurs antinutritionnels — phlorotanins, fibres — leur permet de donner une saveur forte particulière à d'autres aliments tels que les fruits de mer), bouillies (blanchiment dans de l'eau bouillante) ou frites. Consommée en petite quantité, elle peut être aussi séchée pour être intégrée dans des infusions de thé ou des poudres pour assaisonnement.
Elle est aussi utilisée en complément des régimes amaigrissants (grâce à sa richesse en fibres créant une sensation de satiété, et en iode qui contribue à la production normale d'hormones thyroïdiennes accélérant le métabolisme basal, la thermogenèse et stimulant la lipolyse). Les laboratoires de produits cosmétiques et cosméceutiques (en), grâce à des campagnes de celebrity marketing et des tests d'usage par des consommateurs plus subjectifs que les évaluations scientifiques statistiquement valides, revendiquent ses effets reminéralisants, tonifiants (en), hydratants et émollients utilisés dans des soins du corps (en) et du visage. Plusieurs recherches, notamment celles menées par la société Secma Biotechnologies, ont permis de découvrir dans cette algue un composé bioactif baptisé « pelvetiane ». Appliqué sur la peau, ce composé mimerait les actions de la DHEA, hormone qui lutte contre les effets du vieillissement cutané, en exerçant plusieurs fonctions similaires (augmentation de la croissance cellulaire, stimulation des protéines cutanées et de protection contre le stress oxydant dû à l'augmentation des radicaux libres sous l'effet d'un environnement nuisible, pollution, UV, déshydratation…).